# スカルドゥ
スカルドゥ（ウルドゥー語：سکردو Skardu）は、地域としてはバルティスターンにある町で、パキスタンのギルギット・バルティスタン（旧称: 北方地域）にあたる。

## 地理
南東はインドが支配するカシミールのカールギル県、南西はアーザード・カシミール、北西はギルギット、北東はアスコレに接する。長さ40km幅10kmのスカルドゥ渓谷のインダス川とシガール川の合流点に位置する。標高は約2500m。

## ギャラリー

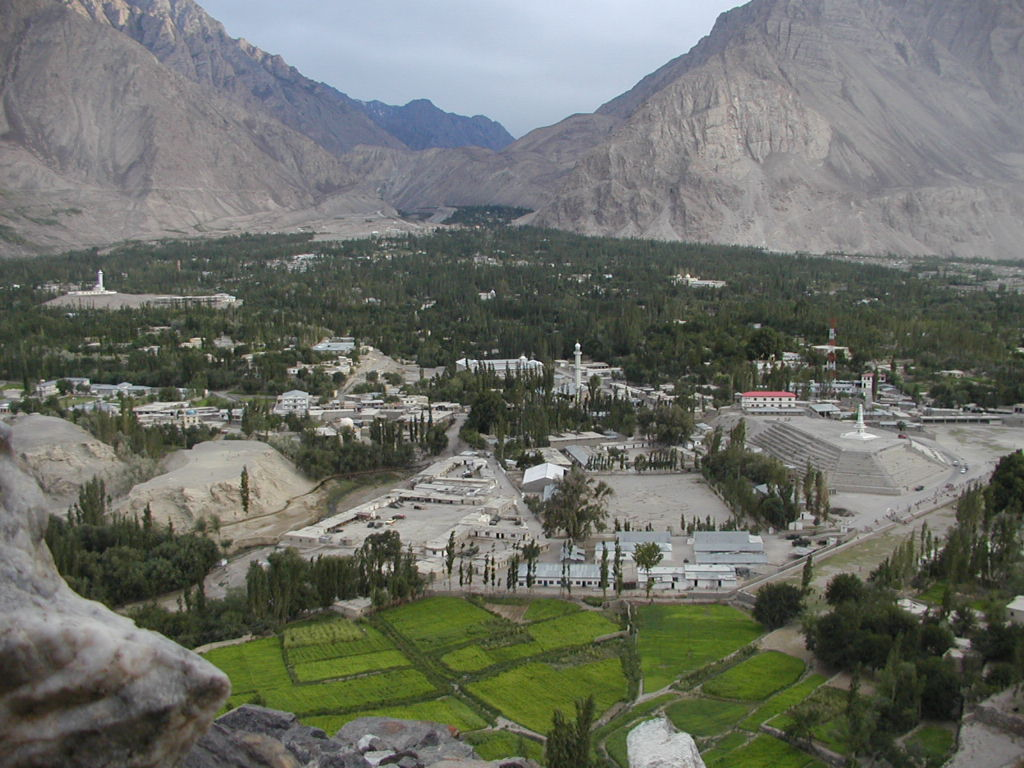
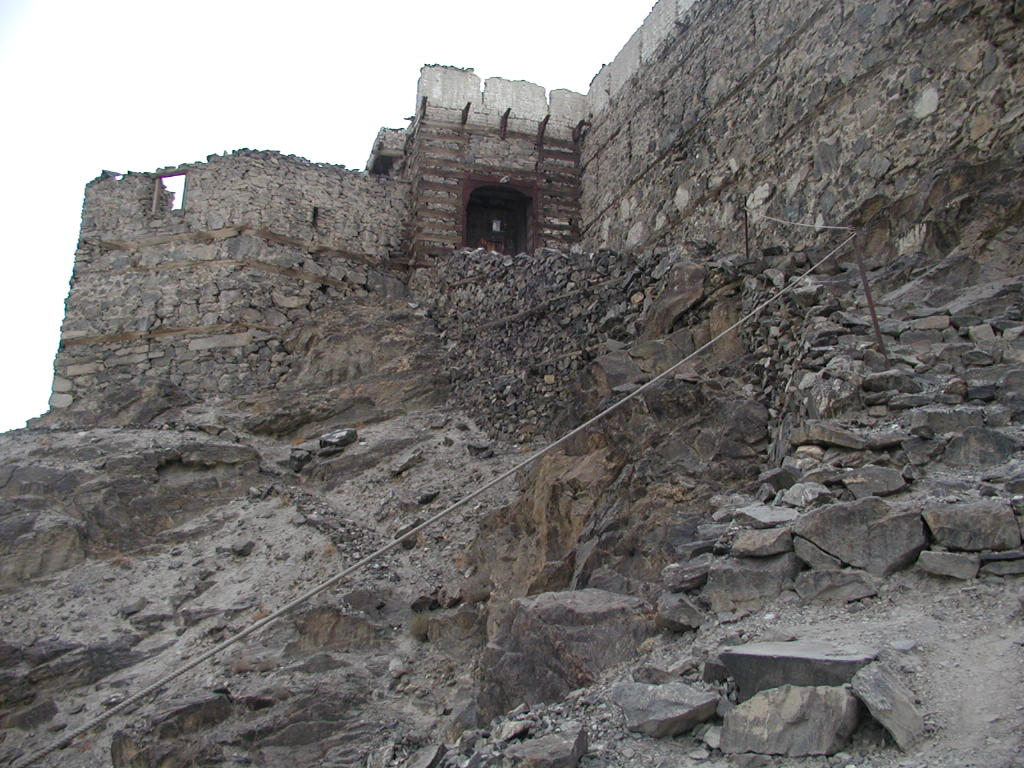
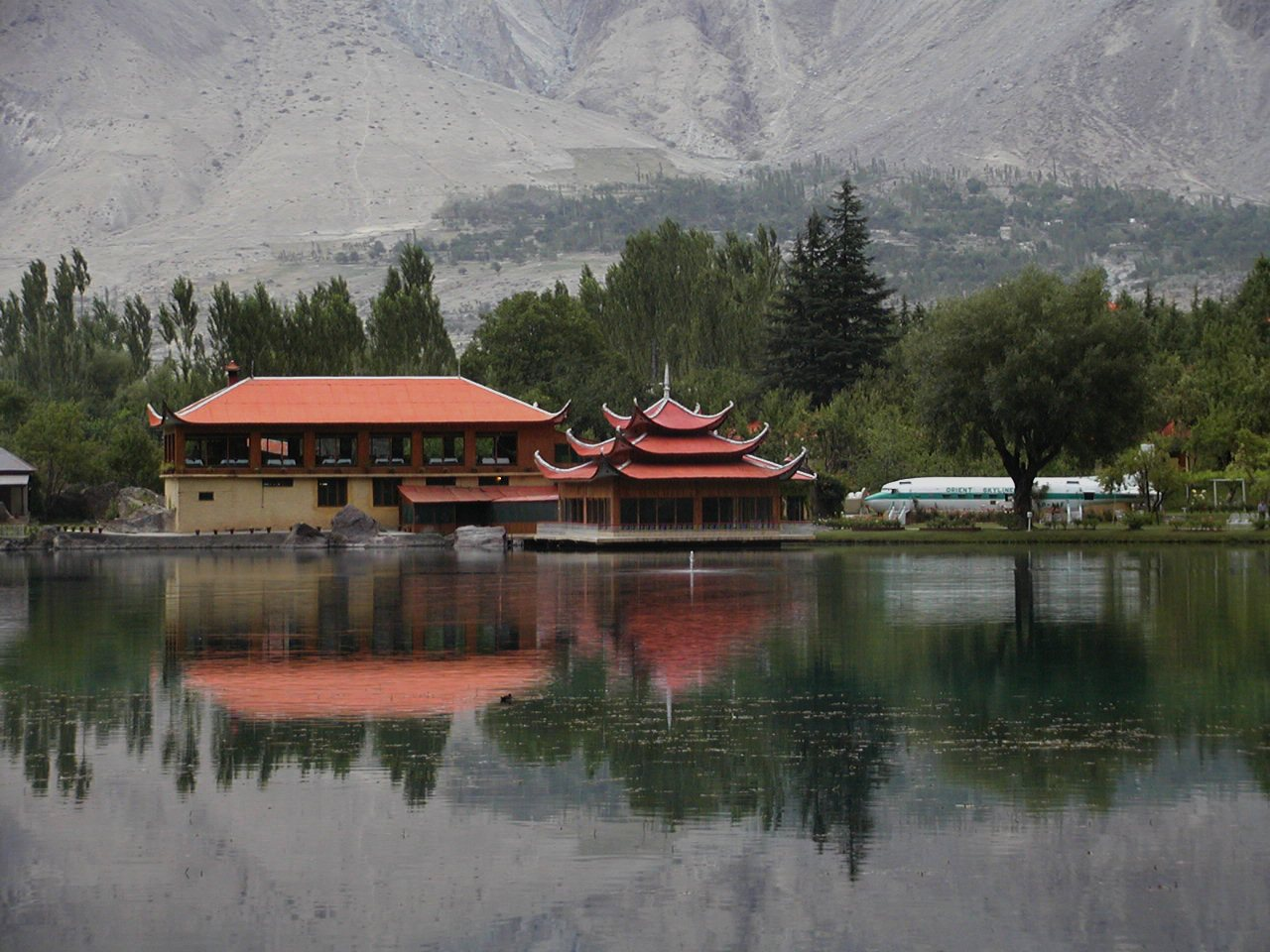
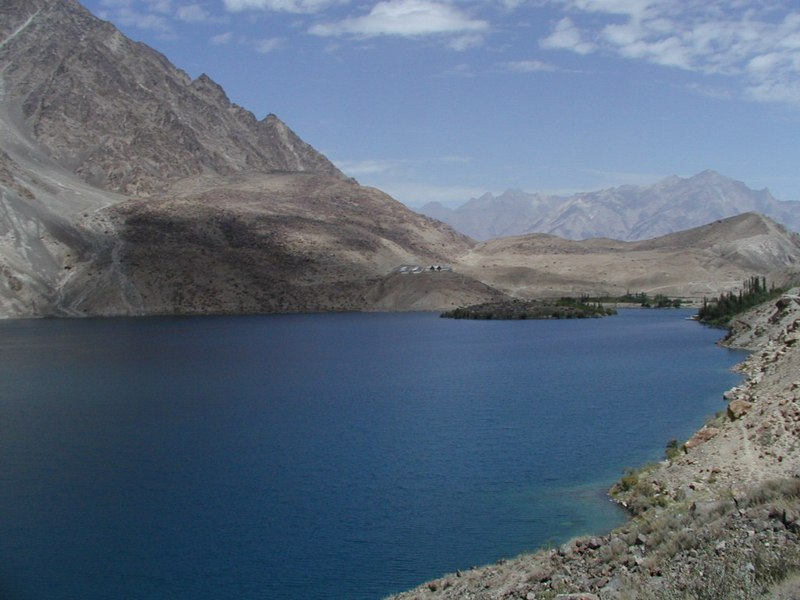
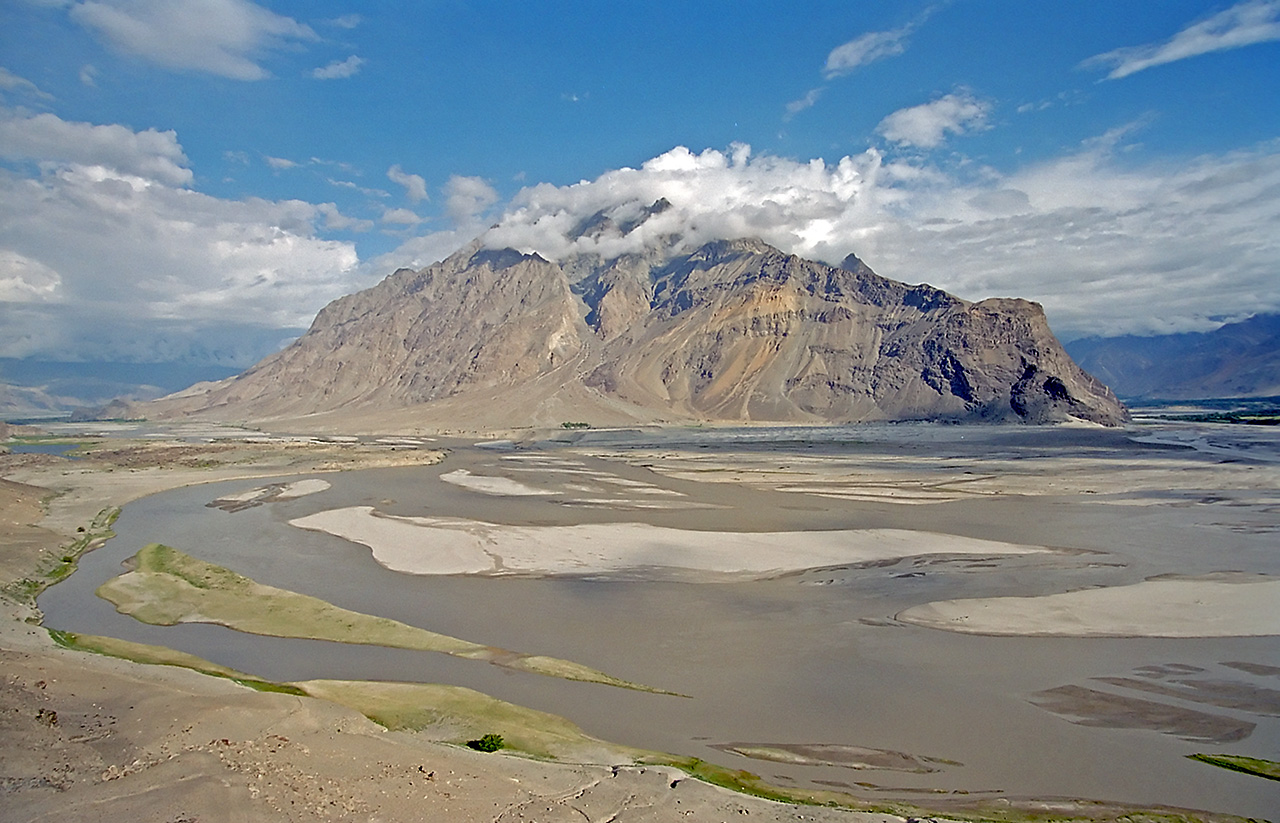